# Catie i niezwykłe pojazdy
Catie i niezwykłe pojazdy (ang. Catie's Amazing Machines, 2018) – brytyjski program dla dzieci prowadzony przez Catie Munnings. W Polsce emituje go stacja CBeebies od 12 grudnia 2018 roku.
Po zakończeniu zdjęć, prowadząca Catie Munnings zrezygnowała z dalszej pracy na planie, przez co druga seria programu zatytułowana jest Grace i niezwykłe pojazdy oraz jest prowadzona przez Grace Webb.

## Opis
Catie Munnings – mistrzyni wyścigów rajdowych – prezentuje widzom największe, najszybsze, najciekawsze oraz najbardziej imponujące pojazdy na świecie. W programie pokazuje m.in.: samochody wyścigowe, pojazdy na wielkich kołach, maszyny przemysłowe, a także statki i żaglówki.

## Wersja polska
Opracowanie i udźwiękowienie wersji polskiej: Studio Sonica
Reżyseria: Leszek Zduń
Dialogi polskie: Aleksandra Kołodziejek
Dźwięk i montaż: Karol Piwowarski
Kierownictwo produkcji: Agnieszka Kudelska
W roli Catie: Julia Kołakowska-Bytner
Piosenkę śpiewał: Adam Krylik
Lektor tyłówki: Leszek Zduń